# TuS Lingen
TuS Lingen, niemiecki klub piłkarski, założony w 1910 roku w Lingen (Ems). Prowadzi trzy sekcje seniorskich i dziewięć juniorskich. W klubie tym  zaczynał karierę obecny bramkarz Bayernu Monachium - Michael Rensing. Aktualnie trenerem pierwszej drużyny jest Georg Schultejans. W latach 1992–1993 występował w 3 lidze niemieckiej Oberliga Nord. 